# Viktor Suchy
Viktor Maria Suchy (geb. 28. November 1912 in Wien; gest. 31. Juli 1997 ebenda), Pseudonym Philipp Noël, war ein österreichischer Redakteur, Verlagslektor, Schriftsteller und Literaturkritiker.

## Leben
In den Jahren 1948–1954 war er Cheflektor und verantwortlicher Redakteur der Zeitschrift Wissenschaft und Weltbild, er war Dozent an der Wiener Katholischen Akademie, von 1957 bis 1964 war er Cheflektor des Stiasny Verlages in Graz, er war Herausgeber von dessen Taschenbuchreihe Stiasny-Bücherei (Das österreichische Wort). Er war der Gründer sowie 1965 bis 1978 Generalsekretär und zuletzt Ehrenpräsident der Dokumentationsstelle für neuere österreichische Literatur.